# Tony Gaudio
Gaetano Antonio „Tony“ Gaudio (* 20. November 1883 in Cosenza; † 9. August 1951 in Burlingame) war ein US-amerikanischer Kameramann italienischer Abstammung, der in den 1930er und 1940er Jahren insgesamt sechs Mal für einen Oscar in der Kategorie Beste Kamera nominiert wurde und die Auszeichnung 1937 für den Film Ein rastloses Leben erhielt.

## Biografie
Gaudio besuchte eine Kunstschule in Rom. Nach seinem Abschluss arbeitete er als Assistent für seinen Vater und seinen Bruder, beide als Porträtfotografen tätig. 1903 begann seine Tätigkeit als Kameramann, bei der er zunächst an der Entstehung Hunderter Kurzfilme für diverse italienische Gesellschaften mitwirkte.

### Auswanderung
1906 wanderte Gaudio in die Vereinigten Staaten aus und arbeitete ab 1908 bei Vitagraph, einer Filmproduktions- und Vertriebsgesellschaft, und wechselte 1910 in gleicher Funktion zu der von Carl Laemmle im Jahr 1909 gegründeten Independent Motion Picture Company. Dort übernahm er die Kameraarbeit bei diversen Filmen unter der Regie von Thomas Harper Ince. Anfang der 1920er Jahre machte er sich einen Namen als Erfinder und Weiterentwickler von kameratechnischen Geräten und war von 1924 bis 1925  Präsident der American Society of Cinematographers, die 1919 u. a. von seinem Bruder Eugene Gaudio, der ebenfalls als Kameramann tätig war, gegründet wurde. Außerdem arbeitete er mit Regisseuren wie Marshall Neilan, Allan Dwan und Frank Borzage zusammen. 

### Karriere
Bei Lewis Milestones Film Im Westen nichts Neues assistierte er Arthur Edeson als Kameraoperateur und wurde im selben Jahr für die Kameraarbeit bei Howard Hughes’ Film Höllenflieger für den Oscar nominiert. Im selben Jahr wurde er von Warner Brothers engagiert. Zusammen mit Sid Hickox, Sol Polito, Barney McGill und Arthur Edeson prägte er den Stil der Warner-Brothers-Filme, der Anleihen beim deutschen Expressionismus machte und typisch wurde für die Filme des Studios in den 1930er und 1940er Jahren. Für Mervyn LeRoys Film Ein rastloses Leben wurde Gaudio bei der Oscarverleihung 1937 mit dem Oscar für die Beste Kamera ausgezeichnet. In der Folgezeit kam es vermehrt zur Zusammenarbeit mit William Dieterle, für dessen Film Juarez er erneut für den Oscar nominiert wurde, sowie mit anderen namhaften Regisseuren wie William Wyler, Charles Vidor Lloyd Bacon oder Raoul Walsh, die ihm weitere Oscar-Nominierungen einbrachten.
Bei dem Film Gabilan, mein bester Freund aus dem Jahr 1949 war Gaudio letztmals als Kameramann tätig. In seiner 40-jährigen Karriere wirkte er bei über 140 Filmproduktionen mit.

## Filmografie (Auswahl)
- 1911: Their First Misunderstanding
- 1923: Die Bluthochzeit (Ashes of Vengeance)
- 1923: An der Grenze des Gesetzes (Within the Law)
- 1924: Der Mann, die Frau, der Freund (Husbands and Lovers)
- 1924: Die einzige Frau (The Only Woman)
- 1927: Die Schlachtenbummler (Two Arabian Knights)
- 1927: Douglas Fairbanks, der Gaucho (The Gaucho)
- 1928: The Racket
- 1926: Dämon Weib (The Temptress)
- 1930: Höllenflieger (Hell’s Angels)
- 1931: The Front Page
- 1931: Der kleine Cäsar (Little Caesar)
- 1932: Die Maske des Fu-Manchu (The Mask of Fu Manchu)
- 1932: Tiger Hai (Tiger Shark)
- 1932: Teufelsflieger (Sky Devils)
- 1933: Der Frauenheld (Lady Killer)
- 1933: Der Detektiv und die Spielerin (Private Detective 62)
- 1933: Spätere Heirat ausgeschlossen (Ex-Lady)
- 1934: Mandalay
- 1934: Nebel über Frisco (Fog Over Frisco)
- 1934: Das Mädel aus der Unterwelt (Upperworld)
- 1935: Louis Pasteur (The Story of Louis Pasteur)
- 1935: Die Frau auf Seite 1 (Front Page Woman)
- 1935: Öl für die Lampen Chinas (Oil for the Lamps of China)
- 1935: Stadt an der Grenze (Bordertown)
- 1935: Go Into Your Dance
- 1935: The Case of the Lucky Legs
- 1936: Ein rastloses Leben (Anthony Adverse)
- 1936: The White Angel
- 1937: Das Leben des Emile Zola (The Life of Emile Zola)
- 1937: Kid Galahad – Mit harten Fäusten (Kid Galahad)
- 1937: Another Dawn
- 1937: Fluß der Wahrheit (God’s Country and the Woman)
- 1938: Robin Hood – König der Vagabunden (The Adventures of Robin Hood)
- 1938: Das Doppelleben des Dr. Clitterhouse (The Amazing Dr. Clitterhouse)
- 1938: Drei Schwestern aus Montana (The Sisters)
- 1939: Juarez
- 1939: Die alte Jungfer (The Old Maid)
- 1940: Das Geheimnis von Malampur (The Letter)
- 1940: Orchid, der Gangsterbruder (Brother Orchid)
- 1941: Entscheidung in der Sierra (High Sierra)
- 1941: Vertauschtes Glück (The Great Lie)
- 1941: Der Herzensbrecher (Affectionately Yours)
- 1942: Die fröhliche Gauner GmbH (Larceny, Inc.)
- 1942: Der Mann, der zum Essen kam (The Man Who Came to Dinner)
- 1943: Korvette K 225 (Corvette K-225)
- 1943: Liebesleid (The Constant Nymph)
- 1944: Days of Glory
- 1944: Experiment in Terror (Experiment Perilous)
- 1944: Ich werde dich wiedersehen (I'll Be Seeing You)
- 1945: Polonaise (A Song to Remember)
- 1945: Der Bandit und die Königin (The Bandit of Sherwood Forest)
- 1946: Ich hab dich immer geliebt (I’ve Always Loved You)
- 1949: Gabilan, mein bester Freund (The Red Pony)

## Auszeichnungen
Oscar
- 1937: Beste Kamera für Ein rastloses Leben

Nominierungen:
- 1930: Beste Kamera für Höllenflieger
- 1940: Beste Kamera (S/W) für Juarez
- 1941: Beste Kamera (S/W) für Das Geheimnis von Malampur
- 1944: Beste Kamera (S/W) für Korvette K 225
- 1946: Beste Kamera (Farbfilm) für Triumph des Herzens